# 男はつらいよ 寅次郎ハイビスカスの花 特別篇
『男はつらいよ 寅次郎ハイビスカスの花 特別篇』（おとこはつらいよ とらじろうはいびすかすのはな とくべつへん）は、1997年11月22日に公開された日本映画。『男はつらいよ』シリーズ49作目として製作された特別篇。同時上映は『新サラリーマン専科』。
主題歌を今まで歌ってきた渥美清がすでに鬼籍入りしているため、代わりに八代亜紀が歌っている。

## 概要
制作予定だった『男はつらいよ 寅次郎花へんろ』撮影前に車寅次郎役の渥美清が1996年8月に死去したことにより急遽48作で幕を閉じた『男はつらいよ』シリーズだったが、根強い寅さん人気に応える形で本作の構想が練られ、1997年6月に制作発表が行われた。
内容は、満男が寅次郎を回想する過程で、第25作を思い出すというもの。タイトルになっている25作目『寅次郎ハイビスカスの花』だけではなく、11作目『寅次郎忘れな草』、15作目『寅次郎相合い傘』のシーンが使われているが、一部新撮シーンも使われている。映像技術の進歩によって制作することができた作品とも言え、冒頭部では、満男が見た幻として、寅次郎がCG合成で登場した。終盤では、第25作では登場していなかった三平と加代も登場する。
渥美清が出演した世界一の長編シリーズとしてのギネス世界記録は全48作となっており、本作は含まれていない。なお、本作の後『男はつらいよ お帰り 寅さん』が公開されるまでの22年間、映画シリーズは制作されなかった。

## ストーリー
満男の夢うつつの境界から始まる。靴会社のセールスマンとしてサンプルをいっぱいカバンに詰めて日本各地を飛び回り、時には安宿に泊まることもある満男は、最近、同じ旅の空の下にいる伯父の寅次郎のことをよく思い出していた。満男は特に印象深かったリリーの夢を見る。二人とも、自分たちが世間には特にいらない存在だということを自覚していたこと（『寅次郎忘れな草』から）、「リリーさんがお兄ちゃんのお嫁さんになってくれればどんなにいいか」とさくらが話し、リリーもその気になっていたこと（『 寅次郎相合い傘』から）などを思い出す。
その後、冒頭の夢の話をカットした『男はつらいよ 寅次郎ハイビスカスの花』本編が流れる。オリジナル版との主な違いは、(1)上述のように八代亜紀が主題歌を歌っていること、(2)映像をコンピュータ補正した上、いくつかの新撮シーンを使っていること、(3)音声をデジタル化したこと、(4)『リリーのテーマ』などオリジナル版では使われていなかったテーマ曲にいくつか差し替えたことを始め、オーケストラの演奏を取り入れるなど、音楽を全面的に刷新したことである。
本編ラストシーン（寅次郎がリリーのマイクロバスに乗って草津に向かうシーン）をエンディングのテーマ曲抜きで流しつつ、「これはもう20年近く前の話で、その後いろんなことがあったけど、その話はまたいつか聞いてもらいます。」と満男が語り、帝釈天の参道に画面が切り替わり、「終」。

## スタッフ
- 監督：山田洋次
- 脚本：山田洋次、朝間義隆
- CG：日立製作所システム開発研究所
- オーケストラ：東京ニューフィルハーモニック管弦楽団

## キャスト
- 車寅次郎：渥美清
- 諏訪さくら：倍賞千恵子
- 諏訪満男：吉岡秀隆（成人）
- 車竜造（おいちゃん）：下條正巳
- 車つね（おばちゃん）：三崎千恵子
- 諏訪博：前田吟
- 社長（桂梅太郎）：太宰久雄
- 諏訪満男：中村はやと（子役）
- 源公：佐藤蛾次郎
- 山里かおり：新垣すずこ - イルカ・スタジオ勤務
- 比嘉美也子
- 国頭富子：金城富美江 - 高志の妹
- 国頭フミ：間好子 - リリーと寅さんが間借りする国頭家の母
- 伊舎堂正子
- 伊舎堂千恵子
- 知念先生：津嘉山正種  たがみ病院内科
- 印刷工・中村：笠井一彦
- 印刷工：羽生昭彦
- 印刷工：木村賢治
- 印刷工：篠原靖夫
- 喜田晋平
- 上州の茶屋のアベック：一氏ゆかり
- 上州の茶屋のアベック：光石研
- ご近所さん：土田桂司
- 江戸家：高木信夫
- ご近所さん：秩父晴子
- よもぎ売り、ご近所さん：谷よしの
- 入院患者：後藤やつこ
- 酒井栄子
- ホステス：川井みどり
- 国頭高志：江藤潤 - 寅さんとリリーが間借りする国頭家の長男
- 御前様：笠智衆
- 松岡リリー（マドンナ）：浅丘ルリ子
- ポンシュウ：関敬六（ノンクレジット）
- 兵頭謙次郎：船越英二（ノンクレジット）
- 備後屋：露木幸次（ノンクレジット）
- 三平：北山雅康（ノンクレジット）
- 加代：鈴木美恵（ノンクレジット）

## 主題歌
- 『男はつらいよ』
  - 作詞：星野哲郎、作曲：山本直純、歌：八代亜紀（日本コロムビア）

## ロケ地
既存映像
- 沖縄県
- 長野県（軽井沢）
- 群馬県（草津）

新撮映像
- 神奈川県（国府津駅）